# بروینه
بروینه (به صربی: Brvine) یک روستا در صربستان است که در پریژپولجه واقع شده‌است. بروینه ۱۷۵ نفر جمعیت دارد.